# 吉爾岑貝格山
48°11′2″N 16°16′7″E / 48.18389°N 16.26861°E

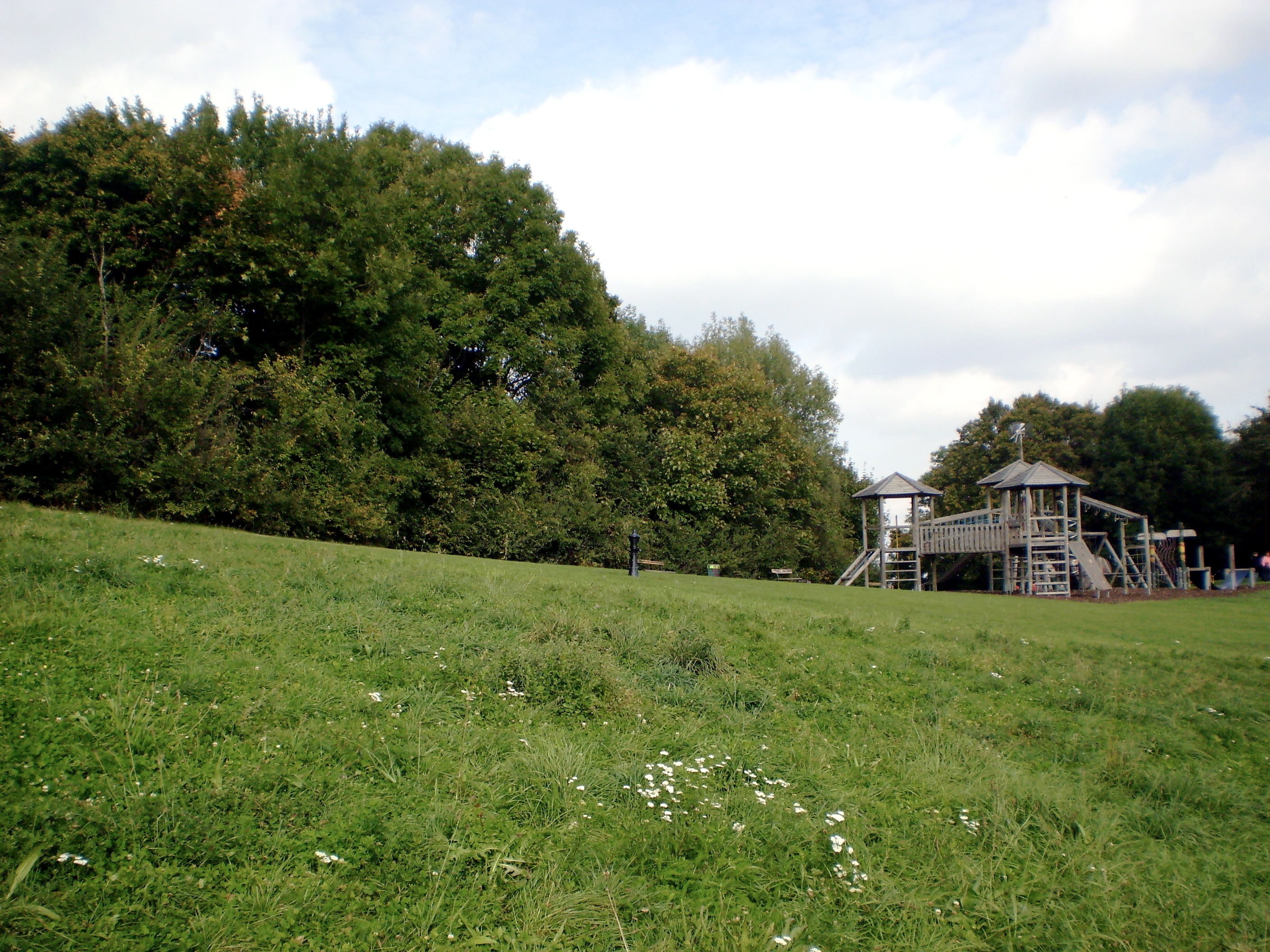

吉爾岑貝格山（德語：Girzenberg），是奧地利的山峰，位於該國東北部，由維也納負責管轄，屬於維也納林山的一部分，處於東阿爾卑斯山脈山腳，海拔高度285米。